# 小児慢性特定疾病対策
小児慢性特定疾病対策（しょうにまんせいとくていしっぺいたいさく）とは、児童福祉法（昭和22年法律第164号）第21条の5の規定および持続可能な社会保障制度の確立を図るための改革の推進に関する法律（平成25 年法律第112 号）に基づく措置として、公平かつ安定的な医療費助成の制度の確立を図り、また、小児慢性特定疾病の児童等の自立を支援するための事業を法定化する等の措置を講ずることとし、小児慢性特定疾病対策の充実を目指す公的扶助制度である。
1974年（昭和49年）度に開始された小児慢性特定疾患治療研究事業から引き継がれ、2015年1月1日より施行されている。
実施主体は都道府県、指定都市及び中核市である。

## 概説
小児慢性特定疾病対策において、慢性疾患を抱える子どもとその家族への支援の在り方を下記のように定めている。
1. 小児慢性特定疾病にかかっている児童等について、健全育成の観点から、患児家庭の医療費の負担軽減を図るため、その医療費の自己負担分の一部を助成(医療費助成を義務的経費として位置付け)
2. 研究の推進と医療の質の向上
3. 慢性疾患児の特性を踏まえた健全育成・社会参加の促進、地域関係者が一体となった自立支援の充実（成人移行に当たっての支援を含む）

小児慢性特定疾患治療研究事業として1974年に開始された。かつては法律に定められたものではなかったが、児童福祉法の改正により2005年4月1日から法制化された。児童福祉法の一部を改正する法律(平成26年法律第47号)が難病の患者に対する医療等に関する法律と併せて2015年1月1日に施行され、対象が11疾患群514疾患から14疾患群704疾病に拡大され、小児慢性特定疾病対策として自立支援事業とともに扱われることとなった。
対象となる者は、厚生労働大臣が定める慢性疾患にかかっており、疾患の状態が厚生労働大臣が定める程度となっている18歳未満の児童である。ただし、18歳に到達した後も引き続き治療が必要であると認められる場合は、20歳に到達するまで延長が認められる。
医療費の自己負担上限額については、所得の状況に応じて6階層の区分がある。高額な医療な医療が長期的に継続する者や療養に係る負担が特に重い者については、重症患者認定基準により上限額が別途規定されている。

## 小児慢性特定疾病とは
医療費助成の対象となる「小児慢性特定疾病」は、以下の要件の全てを満たすもののうちから、厚生労働大臣が定めるもの。
- 慢性に経過する疾病であること
- 生命を長期に脅かす疾病であること
- 症状や治療が長期にわたって生活の質を低下させる疾病であること
- 長期にわたって高額な医療費の負担が続く疾病であること

## 対象疾患
各疾患ごとに対象基準が別途定められている。

### 悪性新生物

#### 白血病
1. 前駆B細胞急性リンパ性白血病
2. 成熟B細胞急性リンパ性白血病
3. T細胞急性リンパ性白血病
4. 急性骨髄性白血病、最未分化
5. 成熟を伴わない急性骨髄性白血病
6. 成熟を伴う急性骨髄性白血病
7. 急性前骨髄球性白血病
8. 急性骨髄単球性白血病
9. 急性単球性白血病
10. 急性赤白血病
11. 急性巨核芽球性白血病
12. NK（ナチュラルキラー）細胞白血病
13. 慢性骨髄性白血病
14. 慢性骨髄単球性白血病
15. 若年性骨髄単球性白血病
16. 1から15までに掲げるもののほか、白血病

#### 骨髄異形成症候群
17. 骨髄異形成症候群

#### リンパ腫
18. 成熟B細胞リンパ腫
19. 未分化大細胞リンパ腫
20. Bリンパ芽球性リンパ腫
21. Tリンパ芽球性リンパ腫
22. ホジキン（Hodgkin）リンパ腫
23. 18から22までに掲げるもののほか、リンパ腫

#### 組織球症
24. ランゲルハンス（Langerhans）細胞組織球症
25. 血球貪食性リンパ組織球症
26. 24及び25に掲げるもののほか、組織球症

#### 固形腫瘍（中枢神経系腫瘍を除く。）
27. 神経芽腫
28. 神経節芽腫
29. 網膜芽細胞腫
30. ウィルムス（Wilms）腫瘍／腎芽腫
31. 腎明細胞肉腫
32. 腎細胞癌
33. 肝芽腫
34. 肝細胞癌
35. 骨肉腫
36. 骨軟骨腫症
37. 軟骨肉腫
38. 軟骨芽細胞腫
39. 悪性骨巨細胞腫
40. ユーイング（Ewing）肉腫
41. 未分化神経外胚葉性腫瘍（末梢性のものに限る。）
42. 横紋筋肉腫
43. 悪性ラブドイド腫瘍
44. 未分化肉腫
45. 線維形成性小円形細胞腫瘍
46. 線維肉腫
47. 滑膜肉腫
48. 明細胞肉腫（腎明細胞肉腫を除く。）
49. 胞巣状軟部肉腫
50. 平滑筋肉腫
51. 脂肪肉腫
52. 未分化胚細胞腫
53. 胎児性癌
54. 多胎芽腫
55. 卵黄嚢腫（卵黄嚢腫瘍）
56. 絨毛癌
57. 混合性胚細胞腫瘍
58. 性索間質性腫瘍
59. 副腎皮質癌
60. 甲状腺癌
61. 上咽頭癌
62. 唾液腺癌
63. 悪性黒色腫
64. 褐色細胞腫
65. 悪性胸腺腫
66. 胸膜肺芽腫
67. 気管支腫瘍
68. 膵芽腫
69. 27から68までに掲げるもののほか、固形腫瘍（中枢神経系腫瘍を除く。）

#### 中枢神経系腫瘍
70. 毛様細胞性星細胞腫
71. びまん性星細胞腫
72. 退形成性星細胞腫
73. 膠芽腫
74. 上衣腫
75. 乏突起神経膠腫（乏突起膠腫）
76. 髄芽腫
77. 頭蓋咽頭腫
78. 松果体腫
79. 脈絡叢乳頭腫
80. 髄膜腫
81. 下垂体腺腫
82. 神経節膠腫
83. 神経節腫（神経節細胞腫）
84. 脊索腫
85. 未分化神経外胚葉性腫瘍（中枢性のものに限る。）（中枢神経系原始神経外胚葉性腫瘍）
86. 異型奇形腫瘍／ラブドイド腫瘍（非定型奇形腫様ラブドイド腫瘍）
87. 悪性神経鞘腫（悪性末梢神経鞘腫瘍）
88. 神経鞘腫
89. 奇形腫（頭蓋内及び脊柱管内に限る。）
90. 頭蓋内胚細胞腫瘍
91. 70から90までに掲げるもののほか、中枢神経系腫瘍

### 慢性腎疾患

#### ネフローゼ症候群
1. フィンランド型先天性ネフローゼ症候群
2. びまん性メサンギウム硬化症
3. 微小変化型ネフローゼ症候群
4. 巣状分節性糸球体硬化症
5. 膜性腎症
6. ギャロウェイ・モワト（Galloway-Mowat）症候群
7. 1から6までに掲げるもののほか、ネフローゼ症候群

#### 慢性糸球体腎炎
8. IgA腎症
9. メサンギウム増殖性糸球体腎炎（IgA腎症を除く。）
10. 膜性増殖性糸球体腎炎
11. 紫斑病性腎炎
12. 抗糸球体基底膜腎炎（グッドパスチャー（Goodpasture） 症候群）
13. 慢性糸球体腎炎（アルポート（Alport） 症候群によるものに限る。）
14. エプスタイン（Epstein）症候群
15. ループス腎炎
16. 急速進行性糸球体腎炎（顕微鏡的多発血管炎によるものに限る。）
17. 急速進行性糸球体腎炎（多発血管炎性肉芽腫症によるものに限る。）
18. 非典型溶血性尿毒症症候群
19. ネイル・パテラ（Nail-Patella）症候群（爪膝蓋症候群）
20. フィブロネクチン腎症
21. リポタンパク糸球体症
22. 8から21までに掲げるもののほか、慢性糸球体腎炎

#### 慢性尿細管間質性腎炎（尿路奇形が原因のものを除く。）
23. 慢性尿細管間質性腎炎（尿路奇形が原因のものを除く。）

#### 慢性腎盂腎炎
24. 慢性腎盂腎炎

#### アミロイド腎
25. アミロイド腎

#### 家族性若年性高尿酸血症性腎症
26. 家族性若年性高尿酸血症性腎症

#### 常染色体優性尿細管間質性腎疾患
27. 常染色体優性尿細管間質性腎疾患

#### ネフロン癆
28. ネフロン癆

#### 腎血管性高血圧
29. 腎血管性高血圧

#### 腎静脈血栓症
30. 腎静脈血栓症

#### 腎動静脈瘻
31. 腎動静脈瘻

#### 尿細管性アシドーシス
32. 尿細管性アシドーシス

#### ギッテルマン（Gitelman）症候群
33. ギッテルマン（Gitelman）症候群

#### バーター（Bartter）症候群
34. バーター（Bartter）症候群

#### 腎尿管結石
35. 腎尿管結石

#### 慢性腎不全
36. 慢性腎不全（腎腫瘍によるものに限る。）
37. 慢性腎不全（急性尿細管壊死または腎虚血によるものに限る。）

#### 腎奇形
38. 多発性嚢胞腎
39. 低形成腎
40. 腎無形成
41. ポッター（Potter）症候群
42. 多嚢胞性異形成腎
43. 寡巨大糸球体症
44. 鰓耳腎症候群
45. 38から44までに掲げるもののほか、腎奇形

#### 尿路奇形
46. 閉塞性尿路疾患
47. 膀胱尿管逆流（下部尿路の閉塞性尿路疾患による場合を除く。)
48. 46及び47に掲げるもののほか、尿路奇形

#### 萎縮腎（尿路奇形が原因のものを除く。）
49. 萎縮腎（尿路奇形が原因のものを除く。）

#### ファンコーニ（Fanconi）症候群
50. ファンコーニ（Fanconi）症候群

#### ロウ（Lowe）症候群
51. ロウ（Lowe）症候群

### 慢性呼吸器疾患

#### 気道狭窄
1. 気道狭窄（咽頭狭窄、喉頭狭窄、気管狭窄、気管軟化症、気管支狭窄症・軟化症）

#### 気管支喘息
2. 気管支喘息

#### 先天性中枢性低換気症候群
3. 先天性中枢性低換気症候群

#### 間質性肺疾患
4. 特発性間質性肺炎
5. 先天性肺胞蛋白症（遺伝子異常が原因の間質性肺疾患を含む。）
6. 肺胞微石症

#### 線毛機能不全症候群
7. 線毛機能不全症候群（カルタゲナー（Kartagener）症候群を含む。）

#### 嚢胞性線維症
8. 嚢胞性線維症

#### 気管支拡張症
9. 気管支拡張症

#### 特発性肺ヘモジデローシス
10. 特発性肺ヘモジデローシス

#### 慢性肺疾患
11. 慢性肺疾患

#### 閉塞性細気管支炎
12. 閉塞性細気管支炎

#### 先天性横隔膜ヘルニア
13. 先天性横隔膜ヘルニア

#### 先天性嚢胞性肺疾患
14. 先天性嚢胞性肺疾患
1. 慢性心疾患（ファロー四徴症、単心室　等）
2. 内分泌疾患（成長ホルモン分泌不全性低身長症、尿崩症　等）
3. 膠原病（若年性特発性関節炎（英語版）、全身性エリテマトーデス　等）
4. 糖尿病（1型糖尿病、2型糖尿病、その他の糖尿病）
5. 先天性代謝異常（フェニルケトン尿症、ウィルソン病　等）
6. 血液疾患（巨赤芽球性貧血、血友病、再生不良性貧血　等）
7. 免疫疾患（高IgE症候群、慢性移植片対宿主病　等）
8. 神経・筋疾患（もやもや病、点頭てんかん（ウエスト症候群）、結節性硬化症　等）
9. 慢性消化器疾患（潰瘍性大腸炎、クローン病、胆道閉鎖症、先天性胆道拡張症　等）
10. 染色体又は遺伝子に変化を伴う症候群（歌舞伎症候群、18トリソミー症候群、ダウン症　等）
11. 皮膚疾患群（眼皮膚白皮症（先天性白皮症）、色素性乾皮症　等）